# 2016年の宝塚歌劇公演一覧
本項目では2016年の宝塚歌劇公演一覧（2016ねんのたからづかかげきこうえんいちらん）について示す。

## 宝塚大劇場公演

### 宙組
- 1月1日(金) - 2月1日(月)
  - 『Shakespeare～空に満つるは、尽きせぬ言の葉～』（作・演出：生田大和）
  - 『HOT EYES!!』（作・演出：藤井大介）

### 雪組
- 2月5日(金) - 3月14日(月)
  - 『るろうに剣心』（原作：和月伸宏「るろうに剣心 -明治剣客浪漫譚-」(集英社ジャンプコミックス刊)、脚本・演出：小池修一郎）

### 星組
- 3月18日(金) - 4月25日(月)
  - 『こうもり …こうもり博士の愉快な復讐劇…』（ヨハン・シュトラウス二世 オペレッタ「こうもり」より、脚本・演出：谷正純）
  - 『THE ENTERTAINER!』（作・演出：野口幸作）

### 花組
- 4月29日(金) - 6月6日(月)
  - 『ME AND MY GIRL』（作詞・脚本：L.アーサー・ローズ&ダグラス・ファーバー、作曲：ノエル・ゲイ、攻訂：スティーブン・フライ、攻訂協力：マイク・オクレント、脚色：小原弘稔、脚色・演出：三木章雄）

### 月組
- 6月10日(金) - 7月18日(月)
  - 『NOBUNAGA〈信長〉-下天の夢-（作・演出：大野拓史）
  - 『Forever LOVE!!』（作・演出：藤井大介）

### 宙組
- 7月22日(金) - 8月22日(月)
  - 『エリザベート－愛と死の輪舞－』（脚本・歌詞：ミヒャエル・クンツェ、音楽：シルヴェスター・リーヴァイ、オリジナルプロダクション：ウィーン劇場協会、潤色・演出：小池修一郎、演出：小柳奈穂子）

### 星組
- 8月26日(金) - 10月3日(月)
  - 『桜華に舞え -SAMURAI The FINAL-』（作・演出：斎藤吉正）
  - 『ロマンス!!（Romance）』（作・演出：岡田敬二）

### 雪組
- 10月7日(金) - 11月7日(月)
  - 『私立探偵ケイレブ・ハント』（作・演出：正塚晴彦）
  - 『Greatest HITS!』（作・演出：稲葉太地）

### 花組
- 11月11日(金) - 12月13日(火)
  - 『雪華抄』（作・演出：原田諒）
  - 『金色の砂漠』（作・演出：上田久美子）

## 東京宝塚劇場公演

### 月組
- 1月3日(日) - 2月14日(日)
  - 『舞音－MANON－』（アベ・プレヴォ「マノン・レスコー」より、脚本・演出：植田景子、作曲：ジョイ・ソン）
  - 『GOLDEN JAZZ』（作・演出：稲葉太地）

### 宙組
- 2月19日(金) - 3月27日(日)
  - 『Shakespeare 〜空に満つるは、尽きせぬ言の葉〜』（作・演出：生田大和）
  - 『HOT EYES!』（作・演出：藤井大介）

### 雪組
- 4月1日(金) - 5月8日(日)
  - 『るろうに剣心 -明治剣客浪漫譚-』（原作：和月伸宏「るろうに剣心 -明治剣客浪漫譚-」(集英社ジャンプコミック刊)、脚本・演出：小池修一郎）

### 星組
- 5月13日(金) - 6月19日(日)
  - 『こうもり …こうもり博士の愉快な復讐劇…』（ヨハン・シュトラウス二世 オペレッタ「こうもり」より、脚本・演出：谷正純）
  - 『THE ENTERTAINER!』（作・演出：野口幸作）

### 花組
- 6月24日(金) - 7月31日(日)
  - 『MY AND MY GIRL』（作詞・脚本：L.アーサー・ローズ&ダグラス・ファーバー、作曲：ノエル・ゲイ、攻訂：スティーブン・フライ、攻訂協力：マイク・オクレント、脚色：小原弘稔、脚色・演出：三木章雄）

### 月組
- 8月5日(金) - 9月4日(日)
  - 『NOBUNAGA＜信長＞ -下天の夢-』（作・演出：大野拓史）
  - 『Forever LOVE!!』（作・演出：藤井大介）

### 宙組
- 9月9日(金) - 10月16日(日)
  - 『エリザベート -愛と死の輪舞-』（脚本・歌詞：ミヒャエル・クンツェ、音楽：シルヴェスター・リーヴァイ、オリジナルプロダクション：ウィーン劇場協会、潤色・演出：小池修一郎、演出：小柳奈穂子）

### 星組
- 10月21日(金) - 11月20日(日)
  - 『桜華に舞え -SAMURAI The FINAL-』（作・演出：斎藤吉正）
  - 『ロマンス!!（Romance）』（作・演出：岡田敬二）

### 雪組
- 11月25日(金) - 12月25日(日)
  - 『私立探偵ケイレブ・ハント』（作・演出：正塚晴彦）
  - 『Greatest HITS!』（作・演出：稲葉太地）

## 宝塚バウホール公演

### 星組
- 1月21日(木) - 1月31日(日)
  - 『鈴蘭 -思い出の淵から見えるものは-』（作・演出：樫畑亜依子）

### 宙組
- 6月2日(木) - 6月4日(土)
  - 『Bow Shinging Workshop -宙-』（構成・演出：中村一徳、音楽監督：吉田優子）

### 星組
- 6月26日(日) - 6月28日(火)
  - 『Bow Singing Workshop -星-』（構成・演出：中村一徳、音楽監督：吉田優子）

### 雪組
- 7月28日(木) - 7月30日(土)
  - 『Bow Singing Workshop -雪-』（構成・演出：中村一徳、音楽監督：吉田優子）

### 花組
- 8月11日(木) - 8月13日(土)
  - 『Bow Singing Workshop -花-』（構成・演出：中村一徳、音楽監督：吉田優子）

### 月組
- 10月30日(日) - 11月1日(火)
  - 『Bow Singing Workshop -月-』（構成・演出：中村一徳、音楽監督：吉田優子）

### 星組
- 7月3日(日) - 7月12日(火)
  - 『歌声をひとつに… One Voice 』（構成・演出：岡田敬二）

### 花組
- 9月15日(木) - 9月25日(日)
  - 『アイラブアインシュタイン』（作・演出：谷貴矢）

### 月組
- 10月10日(月) - 10月21日(金)
  - 『FALSTAFF 〜ロミオとジュリエットの物語に飛び込んだフォルスタッフ〜』（作・演出：谷正純）

### 宙組
- 11月22日(火) - 12月3日(土)
  - 『双頭の鷲』〜ジャン・コクトー「双頭の鷲 (戯曲)」より（原作："L'AIGLE A DEUX TETE'S"by jean COCTEAU、著作権代理：（株）フランス著作権事務所、脚本  演出：植田景子

## その他の日本公演

### 星組
- 1月6日(水) - 1月17日(日)　東京国際フォーラムホールC/1月23日(土) - 1月28日(木) 梅田芸術劇場メインホール
  - 『LOVE&DREAM』-I.Sings Disney/II.Sings TAKARAZUKA- （作・演出：斎藤吉正）

### 花組
- 2月13日(土) - 2月23日(火) 梅田芸術劇場シアタードラマシティ/3月4日(金) - 3月10日(木) KAAT神奈川芸術劇場
  - 『For the people -リンカーン 自由を求めた男-』（作・演出：原田諒）
- 2月3日(水) - 2月14日(日) 梅田芸術劇場メインホール/2月20日(土) - 3月9日(水) 中日劇場
  - 『Ernest in love』（原作：オスカー・ワイルド、脚本・作詞：アン・クロズウェル、作曲：リー・ポクリス、日本語脚本・歌詞・演出：木村信司、翻訳：青鹿宏二）

### 月組
- 3月19日(土) - 4月17日(日) 全国ツアー
  - 「激情-ホセとカルメン-」（脚本：柴田侑宏、演出・振付：謝珠栄）
  - 「Apasionade!!III」（作・演出：藤井大介）
- 3月26日(土) - 3月31日(木) 赤坂ACTシアター/4月8日(金) - 4月20日(水) 梅田芸術劇場シアタードラマシティ
  - 「Voice」（作・演出：小柳奈穂子）

| 公演日      | 公演場所                                 |
| 3月19日(土) | 梅田芸術劇場メインホール（大阪府）       |
| 3月20日(日) | 梅田芸術劇場メインホール（大阪府）       |
| 3月21日(月) | 梅田芸術劇場メインホール（大阪府）       |
| 3月24日(木) | 岩手県民会館                             |
| 3月26日(土) | 愛知県芸術劇場大ホール                   |
| 3月27日(日) | 愛知県芸術劇場大ホール                   |
| 3月28日(月) | 羽島市文化センタースカイホール（岐阜県） |
| 3月30日(水) | 幸田町民会館さくらホール（愛知県）       |
| 3月31日(木) | 三重県文化会館                           |
| 4月2日(土)  | オーバード・ホール（富山県）             |
| 4月3日(日)  | 金沢歌劇座（石川県）                     |
| 4月5日(火)  | ひたちなか市文化会館（茨城県）           |
| 4月6日(水)  | いわき芸術文化交流館アリオス（福島県）   |
| 4月8日(金)  | よこすか芸術劇場（神奈川県）             |
| 4月9日(土)  | 市川市文化会館（千葉県）                 |
| 4月10日(日) | 市川市文化会館（千葉県）                 |
| 4月12日(火) | 新潟県民会館                             |
| 4月13日(水) | 上越文化会館（新潟県）                   |
| 4月14日(木) | ホクト文化ホール（長野県県民文化会館）   |
| 4月16日(土) | 福岡市民会館（福岡県）                   |
| 4月17日(日) | 福岡市民会館（福岡県）                   |
| ----------- | ---------------------------------------- |

### 宙組
- 5月5日(木) - 5月28日(土) 博多座
  - 「王家に捧ぐ歌」（オペラ「アイーダ」より、脚本・演出：木村信司）
- 5月3日(火) - 5月11日(水) 梅田芸術劇場シアタードラマシティ/5月17日(火) - 5月23日(月) KAAT神奈川芸術劇場
  - 「ヴァンパイア・サクション」（作・演出：石田昌也）

### 雪組
- 6月14日(火) - 6月19日(日) 中日劇場/6月25日(土) - 7月10日(日) 赤坂ACTシアター/7月30日(土) - 8月15日(月) 梅田芸術劇場メインホール
  - 『ローマの休日』（ROMAN HOLIDAY(R)&(C)Paramount Pictures Corp All Rights reserved.　脚本・演出：田渕大輔）
- 6月20日(月) - 6月26日(日) KAAT神奈川芸術劇場/7月2日(土) - 7月10日(日) 梅田芸術劇場シアタードラマシティ
  - 『ドン・ジュアン』（潤色・演出：生田大和）

### 花組
- 9月2日(金) - 9月22日(木) 全国ツアー
  - 『仮面のロマネスク』（ラクロ作「危険な関係」より、脚本：柴田侑宏、演出：中村暁）
  - 『Merodia -熱く美しき旋律-』（作・演出：中村一徳）

| 公演日      | 公演場所                               |
| 9月2日(金)  | 梅田芸術劇場メインホール（大阪府）     |
| 9月3日(土)  | 梅田芸術劇場メインホール（大阪府）     |
| 9月4日(日)  | 梅田芸術劇場メインホール（大阪府）     |
| 9月7日(水)  | 広島文化学園HBGホール（広島県）        |
| 9月9日(金)  | 相模女子大学グリーンホール（神奈川県） |
| 9月10日(土) | 相模女子大学グリーンホール（神奈川県） |
| 9月11日(日) | さいたま市文化センター（埼玉県）       |
| 9月13日(火) | 静岡市民文化会館（静岡県）             |
| 9月14日(水) | 静岡市民文化会館（静岡県）             |
| 9月15日(木) | アクトシティ浜松（静岡県）             |
| 9月17日(土) | イズミティ21（宮城県）                 |
| 9月18日(日) | イズミティ21（宮城県）                 |
| 9月19日(月) | 郡山市民文化センター（福島県）         |
| 9月21日(水) | ニトリ文化ホール（北海道）             |
| 9月22日(木) | ニトリ文化ホール（北海道）             |
| ----------- | -------------------------------------- |

### 月組
- 10月14日(金) - 10月19日(水) 文京シビックホール/10月28日(金) - 11月9日(水) 梅田芸術劇場シアタードラマシティ
  - 『アーサー王伝説』The Musical≪LA LEGENDE DU ROI ARTHUR≫（Produced by DECIBELS PRODUCTIONS,Dove ATTIA International Licensing&Booking,G.L.O,Guillaume Lagorce,info@glorganisation.com、潤色・演出：石田昌也）

### 宙組
- 11月18日(金) - 12月11日(日) 全国ツアー
  - 『バレンシアの熱い花』（作・演出:柴田侑宏、演出:中村暁）
  - 『HOT EYES!!』（作・演出:藤井大介）
- 12月9日(金) - 12月15日(木) KAAT神奈川芸術劇場
  - 『双頭の鷹』

| 公演日       | 公演場所                             |
| 11月18日(金) | 梅田芸術劇場メインホール（大阪府）   |
| 11月19日(土) | 梅田芸術劇場メインホール（大阪府）   |
| 11月20日(日) | 梅田芸術劇場メインホール（大阪府）   |
| 11月23日(水) | 松戸・森のホール21（千葉県）         |
| 11月25日(金) | 府中の森芸術劇場（東京都）           |
| 11月26日(土) | 神奈川県民ホール                     |
| 11月27日(日) | 神奈川県民ホール                     |
| 11月29日(火) | ひめぎんホール（愛媛県県民文化会館） |
| 11月30日(水) | 西条市総合文化会館（愛媛県）         |
| 12月2日(金)  | 北九州ソレイユホール（福岡県）       |
| 12月3日(土)  | 福岡市民会館                         |
| 12月4日(日)  | 福岡市民会館                         |
| 12月6日(火)  | 佐賀市文化会館                       |
| 12月7日(水)  | アルカスSASEBO（長崎県）             |
| 12月10日(土) | 宝山ホール（鹿児島県文化センター）   |
| 12月11日(日) | 宝山ホール（鹿児島県文化センター）   |
| ------------ | ------------------------------------ |